# وست‌لیک (اوهایو)
وست‌لیک(به انگلیسی: Westlake) شهری در ایالت اوهایو کشور ایالات متحده آمریکا است که جمعیت آن در سرشماری سال ۲۰۱۰ میلادی، ۳۲٬۷۲۹ نفر بوده‌است.